# Сольсі
Сольсі (фр. Saulcy) — громада  в Швейцарії в кантоні Юра, округ Делемон.

## Географія
Громада розташована на відстані близько 50 км на північний захід від Берна, 17 км на південний захід від Делемона.
Сольсі має площу 7,9 км², з яких на 3,3% дозволяється будівництво (житлове та будівництво доріг), 46,3% використовуються в сільськогосподарських цілях, 50,4% зайнято лісами, 0% не є продуктивними (річки, льодовики або гори).

## Демографія
2019 року в громаді мешкало 269 осіб (+3,9% порівняно з 2010 роком), іноземців було 4,5%. Густота населення становила 34 осіб/км².
За віковим діапазоном населення розподілялося таким чином: 19,7% — особи молодші 20 років, 60,2% — особи у віці 20—64 років, 20,1% — особи у віці 65 років та старші. Було 114 помешкань (у середньому 2,3 особи в помешканні).
Із загальної кількості 76 працюючих 39 було зайнятих в первинному секторі, 24 — в обробній промисловості, 13 — в галузі послуг.